# طين طبي

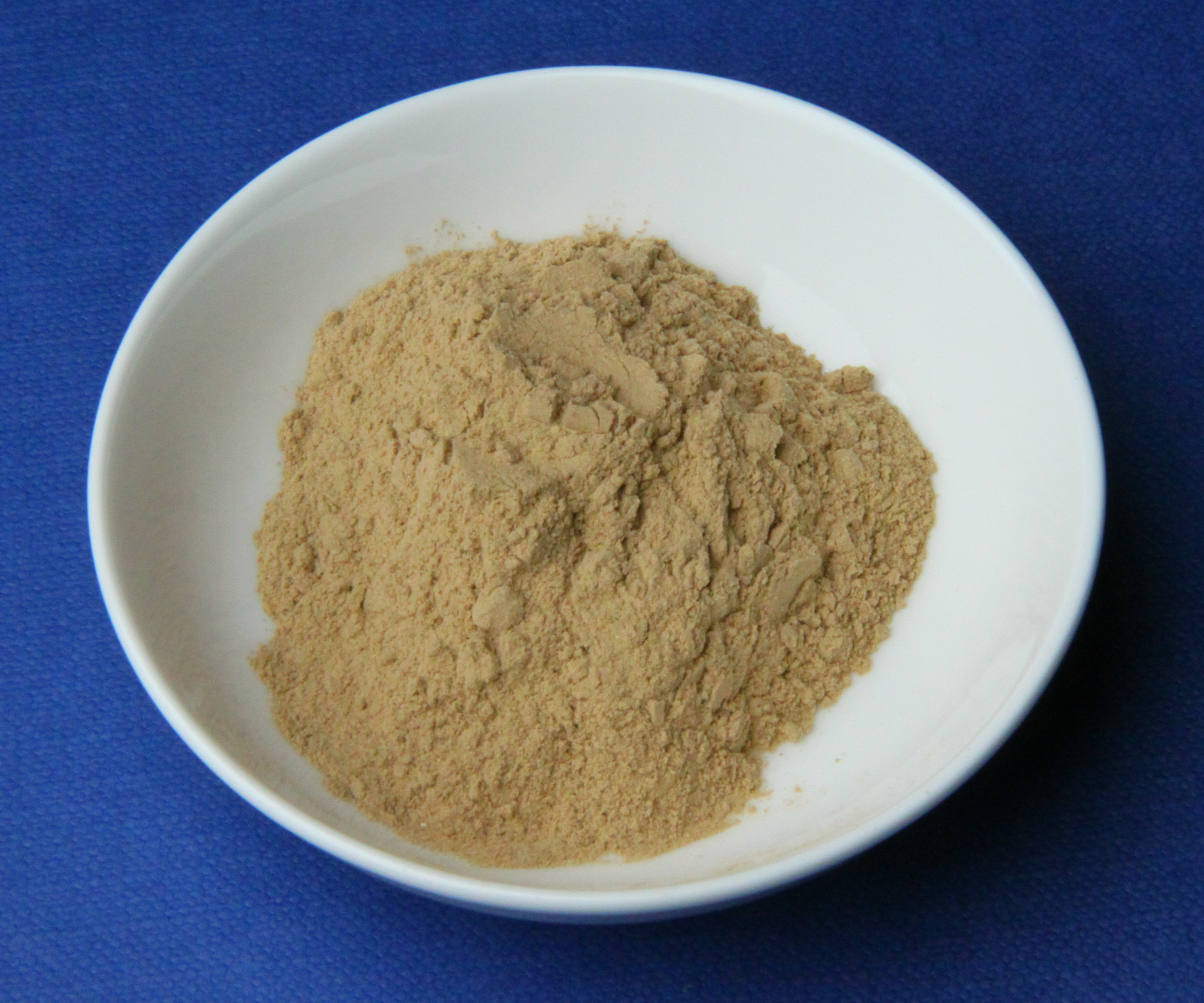
الطين الطبي الألماني (Luvos Heilerde) يتكون من راسب طفالي، أي خليط من الرمل والطين والطمي

الطين الطبي هو اسم يطلق على أنواع عديدة ومختلفة من التراب أو الصخور أو الأطيان الصلصالية ذات الفائدة العلاجية. يعود استخدام الطين الطبي في الطب الشعبي إلى عصور ما قبل التاريخ. لا تزال الشعوب الأصلية في جميع أنحاء العالم تستخدم الطين الصلصال على نطاق واسع، وهو ما يرتبط بعادة أكل التراب. يعود أول استخدام مسجل للطين الطبي إلى بلاد ما بين النهرين القديمة.
تستخدم مجموعة كبيرة من الطين في الأغراض الطبية - في المقام الأول للتطبيقات الخارجية، مثل حمامات الطين في المنتجعات الصحية (العلاج بالطين). من بين الطين الأكثر استخدامًا الكاولين والطين السمكتيت مثل البنتونيت والمونتموريلونيت وتراب الدعّاك.
يسمى في العراق والكويت طين خاوة (أي خامة) ويسمى في المغرب الغاسول أو الطين المغربي وهي صخور بركانية لها فوائد علاجية مشابهة. في الأردن وفلسطين يعرف طين البحر الميت بفوائده الطبية أيضاً.

## التاريخ

### الحضارات القديمة فيالرافدينومصر
أول استخدام مسجّل للطين الطبي موجود على ألواح طين بلاد ما بين النهرين حوالي 2500 قبل الميلاد أيضًا، استخدم المصريون القدماء الطين. استخدم أطباء الفراعنة المادة كعوامل مضادة للالتهابات ومطهرات. تم استخدامه كحافظة لصنع المومياوات، كما ذكر أن كليوباترا استخدمت الطين للحفاظ على بشرتها.
بردية إبيرس من حوالي عام 1550 قبل الميلاد (ولكن يحتوي على التقليد الذي يعود إلى عدة قرون سابقة) هو نص طبي مهم من مصر القديمة. ويصف المغرة لعلاج مجموعة واسعة من العلل، بما في ذلك مشاكل مختلفة في الأمعاء والعين.

### العصور القديمة
ما يلي بعض أشهر أنواع التراب العلاجي في العصور القديمة:
- تراب لمني: كان يستخرج من جزيرة لمنى. استمر استخدامه حتى القرن التاسع عشر، حيث كان لا يزال مدرجًا في دستور أدوية مهم في عام 1848[9] (ربما تكون الرواسب قد استنفدت في ذلك الوقت). بلينيوس الأصغر كتب حول الستخدام الطين اللمني في العلاج.[10] كان يعرف أيضاً باللاتينية باسم تيرا سجيلاتا Terra sigillata وتعني الطين المختوم لأن التراب اللمني كان يشكّل على شكل أقراص أو ألواح أو كعكات صغيرة يثم يتم طبع أختام مميزة عليها. كتب ديسقوريدوس أيضا على استخدام الطين المختوم.[9]
- تراب مقسم Terra chia وتراب كيمولوس Terra cymolia: كانا كلاهما طينان أبيضان ولهما اعتبارهما في الطب القديم.
- تراب ساموس: بلينيوس الأصغر في ج. 50 ميلادي في كتاب التاريخ الطبيعي ذكر تفاصيل نوعين متميزين، كوليريوم - وهو مرهم للعين، وأستر، والذي كان يستخدم كصابون وكذلك في الأدوية.
- تراب مختوم ستريجي Terra sigillata strigoniensis (ستريجي من سيليزيا): طين أصفر اللون اشتهر في وقت لاحق في العصور الوسطى.

كل ما سبق يبدو أنه طين بنتوني.
- تراب أحمر rubrica: طين لا يلطخ اليد.

في بلاد فارس في القرون الوسطى، كتب ابن سينا (980-1037 م) الذي حمل لقب «أمير الأطباء» عن العلاج بالطين في أطروحاته العديدة.
يناقش ابن البيطار (1197-1248)، وهو عالم مسلم ولد في ملقة بالأندلس، ومؤلف كتاب عن علم الصيدلة، ثمانية أنواع من التراب الطبي.
الأنواع الثمانية هي:
1. الطين المختوم terra sigillata
2. تراب مصر
3. تراب ساموس
4. تراب خيوس
5. تراب كيمولوس أو الطين النقي مع «الطين الحرّ» الناعم وهو أخضر زنجاري اللون، يتم تدخينهما مع لحاء اللوز ليتم أكل المزيج عندما يتحول إلى اللون الأحمر ويحمل نكهة جيدة. نادراً ما يتم تناوله دون أن يدخن - يُطلق عليه أيضًا اسم "Argentiera" وهو أحد أسماء كيمولوس
6. تراب من كرمة تسمى أمبليطس ampelitis أو فرمقيطس pharmakitis من السلوقية في سوريا
7. تراب أرمينية (المعروف أيضًا باسم الصلصال الأرمني)، مفيد في حالات الطاعون الدبلي، الذي يتم تناوله خارجيًا وداخليًا،
8. تراب نيسابور.[11]

#### عصر النهضة
كان عالم الطبيعة الفرنسي بيير بيلون (1517-1564) مهتمًا بالتحقيق في لغز التراب اللمني. في عام 1543 زار القسطنطينية وبعد إجراء الاستعلامات وجد 18 نوعًا من المنتجات المختلفة التي يتم تسويقها على أنها تراب لمني (كان قلقًا بشأن المنتجات المزيفة المحتملة). ثم قام برحلة خاصة إلى لمنى نفسها، حيث واصل تحقيقه، وحاول العثور على مصدر الطين. اكتشف أنه يتم استخراجه مرة واحدة فقط في السنة (في 6 أغسطس) تحت إشراف الرهبان المسيحيين والمسؤولين العثمانيين.